# Hyperhidrose plantaire
 (octobre 2023).
Si vous disposez d'ouvrages ou d'articles de référence ou si vous connaissez des sites web de qualité traitant du thème abordé ici, merci de compléter l'article en donnant les références utiles à sa vérifiabilité et en les liant à la section « Notes et références ».
L'hyperhidrose plantaire est un trouble caractérisé par une sudation excessive des pieds, induisant un inconfort quotidien, voire des difficultés sociales en contexte de promiscuité.

## Causes
L'hyperhidrose plantaire peut avoir diverses causes, notamment la surstimulation du système nerveux sympathique (stress), la pratique d'une activité physique intense, une mauvaise hygiène des pieds, le port de port de chaussettes ou de bas en matière synthétique (nylon, lycra, spandex, polyester et polypropylène), le port de chaussures mal aérées qui ne permettent pas aux pieds de respirer, la prédisposition génétique, des problèmes de santé sous-jacents ou des facteurs environnementaux. Il peut survenir à tout âge et affecte hommes et femmes,.

## Symptômes
Les symptômes courants de l'hyperhidrose plantaire incluent une sudation excessive des pieds, des pieds constamment humides, des odeurs désagréables, la macération de la peau, des ampoules, des infections fongiques et une sensation d'inconfort. Ces symptômes peuvent avoir un impact négatif sur la qualité de vie.

## Conséquences
L'une des conséquences d'une sudation excessive est la macération de la peau des pieds. Cette macération, causée par un excès d'humidité, a un impact sur la couche cornée de la peau des pieds. En résulte une peau ramollie et vulnérable. Cette vulnérabilité expose les pieds à un certain nombre de problèmes, notamment des infections bactériennes, telles que des inflammations cutanées dues à des bactéries opportunistes. Les mycoses cutanées, comme le pied d'athlète, sont également fréquentes. La macération favorise la formation d'ampoules, ou phlyctènes, qui sont le résultat de la friction accrue entre la peau ramollie et les chaussures. Les sportifs, en particulier ceux qui pratiquent des sports d'hiver, peuvent souffrir d'engelures dues à l'humidité persistante et au froid.
En outre, la transpiration excessive des pieds s'accompagne souvent d'une condition connue sous le nom de bromhidrose. La bromhidrose se caractérise par une odeur désagréable émanant des pieds, souvent attribuée à la décomposition de la matière organique présente dans la sueur. Les bactéries et les champignons, qui prospèrent dans l'environnement humide créé par l'hyperhidrose, contribuent également à cette odeur nauséabonde. Cela peut entraîner des problèmes sociaux et psychologiques, car les personnes touchées peuvent être gênées par cette odeur. Par conséquent, la gestion de l'hyperhidrose plantaire vise non seulement à réduire la sudation excessive mais aussi à contrôler les complications associées, y compris la bromhidrose, pour améliorer la qualité de vie des individus concernés,.

## Traitement
Pour contrôler la transpiration excessive des pieds et prévenir les mauvaises odeurs, il existe plusieurs solutions, notamment l'utilisation de poudres et de solutions astringentes, de traitements antisudorifiques, de solutions de trempage antibactériennes, de produits à base de bicarbonate de soude, de semelles de propreté et de poudres asséchantes antifongiques. Le choix de la méthode dépend de la gravité de l'hyperhidrose et des préférences personnelles. En cas de problème persistant, une consultation médicale peut être nécessaire pour des options de traitement plus avancées,.

### Antitranspirants
Les déodorants pour pieds contenant des ingrédients antitranspirants peuvent réduire la sudation

### Changement de chaussures et ou chaussettes
Le port de chaussures en matériaux naturels, respirantes et la rotation des chaussures pour les laisser sécher peut aider.
Les chaussettes en bambou permettent de limiter la transpiration et les odeurs[réf. nécessaire].

### Injections de toxine botulique
Dans les cas graves, des injections de toxine botulique peuvent bloquer les glandes sudoripares.

### Chirurgie
En dernier recours, une sympathectomie thoracique peut être envisagée pour couper les nerfs qui stimulent la sudation.